# Cardioglossa gratiosa
Espèce
Synonymes
- Cardioglossa gratiosa peternageli Böhme & Schneider, 1987

Statut de conservation UICN

 LC  : Préoccupation mineure
Cardioglossa gratiosa est une espèce d'amphibiens de la famille des Arthroleptidae.

## Répartition
Cette espèce se rencontre jusqu'à 1 200 m d'altitude dans le Sud du Cameroun, en Guinée équatoriale, au Gabon et dans le Nord-Ouest du Congo-Kinshasa.
Sa présence est incertaine en Centrafrique et au Congo-Brazzaville.

## Publication originale
- Amiet, 1972 : Description de cinq nouvelles espèces camerounaises de Cardioglossa (Amphibiens, Anoures). Biologia Gabonica, vol. 8, p. 201-231.